# Rockoon (T-Square)
Rockoon è il quarto album in studio del gruppo fusion giapponese T-Square, all'epoca ancora conosciuto come The Square, pubblicato il 1º aprile 1980. 
Rispetto al precedente album, Make Me A Star, Rockoon vede la sostituzione del tastierista Junko Miyagi con Daisaku Kume e del batterista Michael Kawai con Jun Aoyama, autore anche delle musiche del brano che dà il titolo all'album, inoltre, Rockoon è il primo album in cui il sassofonista della band, Takeshi Itoh, utilizza il lyricon, il primo strumento a fiato elettronico mai realizzato, in particolare il modello Yamaha WX11, cosa che continuerà a fare in tutti i seguenti album della band fino al 1987, quando passerà ad utilizzare un modello della serie AKAI EWI.

## Tracce
Testi e musiche di Masahiro Andoh, tranne quando indicato.
1. Rockoon – 3:14 (Masahiro Andoh, Daisaku Kume & Jun Aoyama)
2. Really Love – 4:46
3. Tomorrow's Affair – 4:44
4. Banana – 4:34
5. The Way I Feel – 1:53 (Masahiro Andoh & Kiyohiko Semba)
6. Little Pop Sugar – 6:54
7. Come Back – 3:51
8. It's Happening Again – 3:32
9. Good Night – 5:36

## Formazione
- Masahiro Andoh – chitarra
- Takeshi Itoh – sassofono contralto, flauto dolce, lyricon e vocoder
- Daisaku Kume – tastiera e sintetizzatore
- Yuhji Nakamura – basso acustico e moog basso
- Jun Aoyama – batteria
- Kiyohiko Semba – percussioni e voce
- Masato Kohara – voce in Really Love, Come Back e It's Happening Again